# Ceratinopsidis formosa
Genre
Espèce
Synonymes
- Cornicularia formosa Banks, 1892
- Lophocarenum venustum Banks, 1892
- Tmeticus luxuosus Banks, 1892
- Ceratinopsis alternatus Emerton, 1909

Ceratinopsidis formosa, unique représentant du genre Ceratinopsidis, est une espèce d'araignées aranéomorphes de la famille des Linyphiidae.

## Distribution
Cette espèce  se rencontre aux États-Unis dans les États de Caroline du Nord, du Tennessee, de Virginie, de Virginie-Occidentale, du Maryland, de Pennsylvanie, de New York, du Connecticut, du Massachusetts, du Vermont et du New Hampshire et au Canada en Ontario.

## Publications originales
- Banks, 1892 : The spider fauna of the Upper Cayuga Lake Basin. Proceedings of the Academy of Natural Sciences of Philadelphia, vol. 1892, p. 11-81 (texte intégral).
- Bishop & Crosby, 1930 : Studies in American spiders: genera Ceratinopsis, Ceratinopsidis and Tutaibo. Journal of the New York Entomological Society, vol. 38, p. 15-33.